# 秋山武史
秋山 武史（あきやま たけし、1953年1月31日 - 1998年9月28日）は、日本の俳優・実業家。東京都出身。石原プロモーション所属。身長171cm、体重68kg、血液型B型。

## 人物
1974年、玉川大学文学部英米文学科卒業。卒業後、NET(テレビ朝日)で契約ディレクターとして働く傍ら、養成所に入り俳優の勉強を積む。1975年映画「青春の構図」でデビュー。石原裕次郎への憧れから、1985年に石原プロに所属する。脇役を中心とした俳優業の傍ら、神奈川県葉山町にてマリンショップ「ラ・セーラ葉山」を経営し、レーシングカーやジェットスキーのチームのオーナーも兼ねた。
秋山の結婚式の仲人が神田正輝・松田聖子夫婦（1997年離婚）であった。神田・松田夫婦が仲人を務めたのはこれが唯一である。
晩年は直腸癌の闘病に専念するも、1998年9月28日午前6時26分、癌肝臓転移のため45歳で死去した。「ラ・セーラ葉山」は、秋山の妻が経営を引き継ぎ現在も営業中である。

## 出演

### テレビドラマ
- みごろ!たべごろ!笑いごろ!（1976年10月 - 1978年3月、テレビ朝日） - デンセンマンのスーツアクター
- 翔んだカップル（1980年10月 - 1981年4月、フジテレビ） - タヌキ
- 刑事犬カール2（1981年、TBS）
- 翔んだライバル（1981年、フジテレビ） - 田沼
- 翔んだパープリン（1981年10月 - 1982年3月、フジテレビ）- 後宮春樹
- セーラー服と機関銃（1982年7月 - 9月、フジテレビ）
- 火曜サスペンス劇場「松本清張の指」（1982年7月、日本テレビ）
- ザ・サスペンス（TBS）
  - 「特急さくら殺人事件」（1982年9月）
  - 「団地殺人事件・妻たちの危険な昼下り」（1984年1月）
- 西部警察 PART-III 第69話「愛の旅立ち」（1984年、テレビ朝日） - 岸本三郎
- 裸の大将放浪記 第12話「ヨメ子は天女になったので」（1983年、KTV） - 機関士
- 星雲仮面マシンマン 第14話「ボールボーイ家出」（1984年、日本テレビ / 東映）- ボウトウ男 ※ 吹き替えも担当
- 流れ星佐吉 第13話「千之助、幸わせ大芝居」（1984年、KTV）
- 月曜ドラマランド（フジテレビ）
  - 「意地悪ばあさん GO!GO!!ハワイの巻」（1984年）
  - 「チェッカーズ・イン・涙のリクエスト」（1986年）
- 澪つくし（1985年、NHK）
- ニッポン親不孝物語（1985年、日本テレビ）
- 土曜ワイド劇場「黒真珠の美女 江戸川乱歩の「心理試験」」（1985年、テレビ朝日）
- あぶない刑事シリーズ（日本テレビ） - 刑事・吉田春彦 
  - あぶない刑事（1986年10月 - 1987年9月）
  - もっとあぶない刑事（1988年10月 - 1989年3月）
  - あぶない刑事フォーエヴァー TVスペシャル'98（1998年8月28日）
- あきれた刑事 第16話「黒いドレスの殺人鬼」（1988年、日本テレビ） - 刑事
- ゴリラ・警視庁捜査第8班（1989年4月 - 1990年4月、テレビ朝日） - 冬木武
- 代表取締役刑事（1990年10月 - 1991年9月、テレビ朝日） - ・辰巳署警ら課巡査・中川
- 刑事貴族2 第40話「本城の休息」（1992年、日本テレビ） - 情報屋・吉永
- 四匹の用心棒 (4) かかし半兵衛ひとり旅（1992年、ANB / 東映） - 佐助
- 風林火山（1992年、日本テレビ）
- 殿さま風来坊隠れ旅 第6話「おらんだ遊女の夢」（1994年、ANB）
- 私、味方です（1995年、TBS）
- 水戸黄門（TBS / C.A.L）
  - 第23部 第31話「格さんは夫の敵 -丸亀-」（1995年3月13日） - 寅吉
  - 第24部 第16話「瞼の父は悪の手先 -島原-」（1996年1月8日） - 捨三
- 秀吉（1996年、NHK）- 佐々成政
- 新宿鮫（NHK）
- あぐり（1997年、NHK） - 高山ヒロシ 役
- タクシードライバーの推理日誌（テレビ朝日）

### 映画
- 青春の構図（松竹） - デビュー作
- トラック野郎・天下御免（東映）
- あぶない刑事（1987年）
- またまたあぶない刑事（1988年）
- もっともあぶない刑事（1989年）
- あぶない刑事リターンズ（1996年）

### 著書
- 芸能界車狂い人間事典（講談社・ベストカーブックス）
- 男の時間をとりもどすRV徹底活用術―アウトドアを10倍楽しむ秘密集（経済界）